# Schellerten
Schellerten is een gemeente in de Duitse deelstaat Nedersaksen, gelegen in het Landkreis Hildesheim. De stad telt 7.941 inwoners. Naburige steden zijn onder andere Alfeld, Algermissen en Bad Salzdetfurth.

## Plaatsen in de gemeente Schellerten
Sinds 1974 bestaat de gemeente uit:
| - Ahstedt - Bettmar - Dingelbe - Dinklar | - Farmsen - Garmissen-Garbolzum - Kemme (im Gau Valen) - Oedelum | - Ottbergen - Schellerten (zetel) - Wendhausen - Wöhle |

- Gemeinsame Normdatei: 4238923-9
- Virtual International Authority File: 237333528

Adenstedt ·
Alfeld (Leine) ·
Algermissen ·
Almstedt ·
Bad Salzdetfurth ·
Banteln ·
Betheln ·
Bockenem ·
Brüggen ·
Coppengrave ·
Despetal ·
Diekholzen ·
Duingen ·
Eberholzen ·
Eime ·
Elze ·
Everode ·
Freden (Leine) ·
Giesen ·
Gronau (Leine) ·
Harbarnsen ·
Harsum ·
Hildesheim ·
Holle ·
Hoyershausen ·
Lamspringe ·
Landwehr ·
Marienhagen ·
Neuhof ·
Nordstemmen ·
Rheden ·
Sarstedt ·
Schellerten ·
Sehlem ·
Sibbesse ·
Söhlde ·
Weenzen ·
Westfeld ·
Winzenburg ·
Woltershausen